# Абросимов, Руслан Олегович
Руслан Олегович Абросимов (род. 15 мая 2001, Ярославль) — российский хоккеист, нападающий. Мастер спорта России (2021 год).

## Биография
Родился в Ярославле 15 мая 2001 года. С сезона 2018/19 выступал за «Локо». За три сезона сыграл в 119 играх, забил 31 шайбу.
С 2021 года игрок череповецкой команды «Северсталь». Сначала был командирован в Воронеж в ХК «Буран», где сыграл 15 игр в ВХЛ и забросил одну шайбу. В 2021 году, в первом же сезоне, с учётом плей-офф, сыграл 22 игры за «Северсталь» в Континентальной хоккейной лиге, отличился заброшенной шайбой однажды.
В сезоне 2022/23 года провёл 66 матчей за «Северсталь», став игроком основы. На его счету 13 заброшенных шайб и 17 голевых передач.
В сезоне 2023/2024 года сыграл 60 матчей, в которых забросил 14 шайб и сделал 15 результативных передач.